# Yeghishe Charents

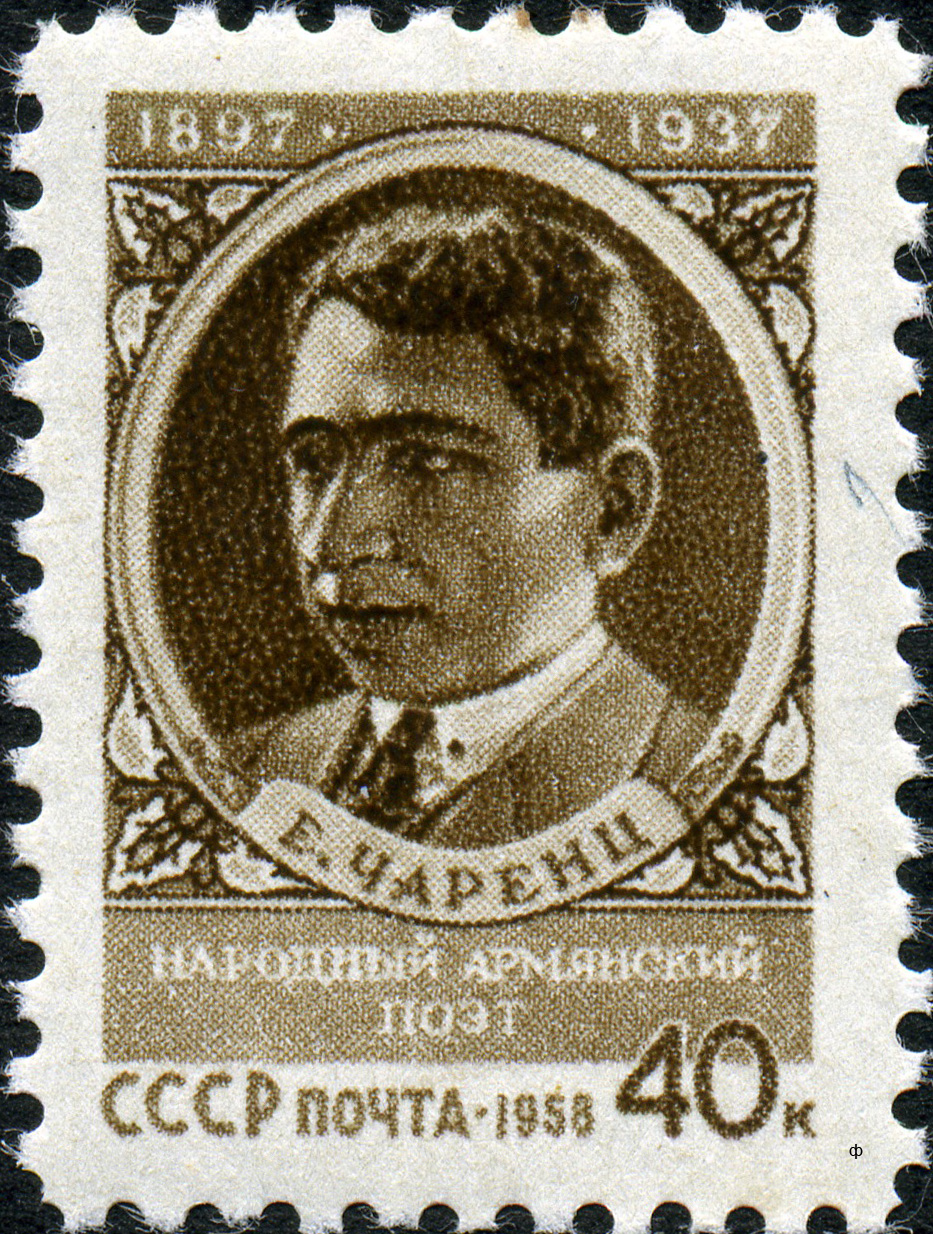
Francobollo emesso in Unione Sovietica nel 1958, a celebrazione della riabilitazione ufficiale di Charents.

Yeghishe Charents (in armeno Եղիշե Չարենց?; Kars, 13 marzo 1897 – Erevan, 27 novembre 1937) è stato un poeta, scrittore, patriota ed attivista politico armeno. Figura di primo piano del XX secolo anche al di là dell'ambito nazionale armeno, la sua opera multiforme fu dedicata alle sue esperienze di combattente volontario durante gli anni del Genocidio Armeno, alla rivoluzione socialista, alla storia ed ai miti della tradizione armena. Comunista della primissima ora, Charents aderì al partito bolscevico, ma con l'instaurarsi del terrore staliniano negli anni trenta si allontanò progressivamente dalle posizioni staliniste. Fu infine incarcerato ed assassinato durante le Grandi Purghe volute da Stalin, all'età di soli 40 anni.

## Biografia

### Anni giovanili

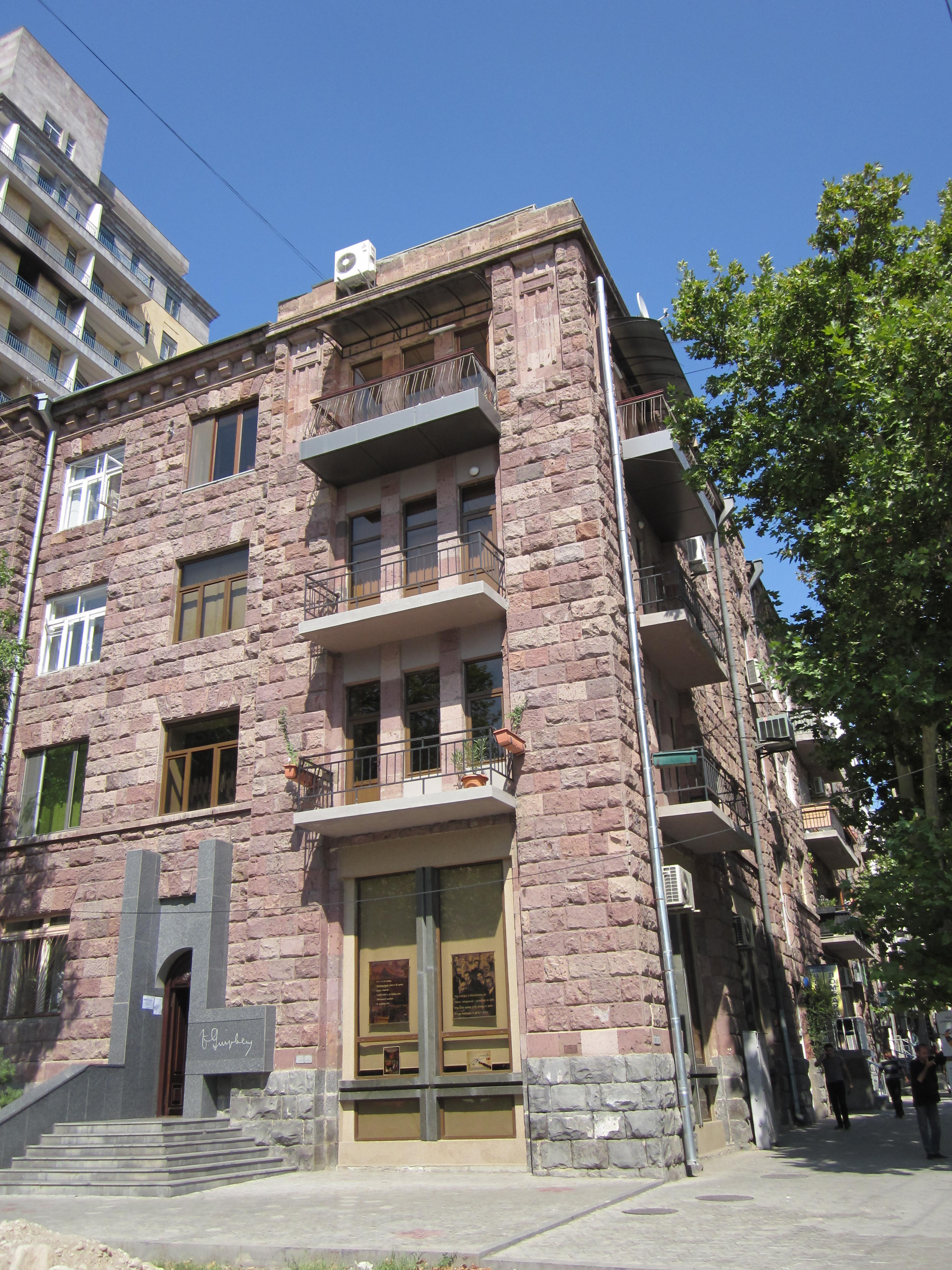
Casa-Museo di Charents nella capitale Erevan

Yeghishe Charents (ovvero Eghishe Çharents, secondo il sistema Padus-Araxes di traslitterazione armeno-italiano) era nato Yeghishe Abgari Soghomonyan a Kars (Armenia Orientale, allora una parte dell'Impero russo) nel 1897, in una famiglia dedita al commercio di tappeti. I suoi genitori provenivano dalla diaspora armena di Maku, in Persia. Frequentò dapprima una scuola elementare armena, per poi trasferirsi in una scuola secondaria russa di Kars, tra il 1908 ed il 1912. Da subito dimostrò una forte passione per la lettura, e già nel 1912 pubblicò la sua prima poesia, nel periodico armeno "Patani", a Tbilisi. Al sopraggiungere degli sconvolgimenti della prima guerra mondiale e del Genocidio Armeno nell'Impero ottomano, si arruolò volontario nella resistenza armena nel 1915 e combatté sul fronte caucasico.

### Evoluzione politica e letteraria
Distaccato a Van nel 1915, Charents fu testimone diretto dello sterminio della popolazione armena ad opera delle truppe ottomane, il che gli lasciò ricordi indelebili che sarebbero successivamente riemersi nelle sue composizioni. Lasciò il fronte l'anno dopo e si trasferì a Mosca dove si iscrisse all'Università Popolare Shanyavski per le Scienze Umane. Le profonde cicatrici lasciate in lui dagli orrori della guerra e del genocidio lo spinsero a diventare un fervente sostenitore dei Bolscevichi, che egli vedeva come l'unica vera speranza di salvezza per l'Armenia.
Charents si unì all'Armata Rossa e combatté durante la Guerra Civile Russa come soldato semplice, in Russia (a Tsaritsyn) e nel Caucaso. Tornò in Armenia nel 1919 per prendere parte alle attività rivoluzionarie in corso in patria. Un anno più tardi cominciò la sua collaborazione al Ministero dell'Istruzione della neonata Repubblica Sovietica d'Armenia, in qualità di direttore del Dipartimento delle Arti. Egli avrebbe di nuovo preso le armi, questa volta contro i suoi compatrioti armeni, quando scoppiò una rivolta antisovietica nel febbraio del 1921. Nel 1921 tornò a Mosca per studiare all'Istituto di Letteratura ed Arte fondato da Valeri Bryusov. In un manifesto pubblicato nel giugno 1922, noto come la "Dichiarazione dei Tre", firmata da Charents, Gevorg Abov e Azadi Veshtuni, i giovani autori esprimevano il loro sostegno all'"internazionalismo proletario". Negli stessi anni compose una delle sue poesie più famose, Amo il sapore d'Armenia, dolce di sole, ed inoltre "Amenapoem" (Il poema di tutti), e "Charents-nameh",  un poema autobiografico. Pubblicò in seguito il suo romanzo satirico "Yerkir Nairi" (Terra di Nairi), che ebbe un grande successo e fu ripubblicato in russo a Mosca. Nell'agosto 1934 Maksim Gor'kij lo presentò ai delegati del Primo Congresso degli Scrittori Sovietici come campione della nuova letteratura armena. La prima parte di Yerkir Nairi descriveva personaggi pubblici e luoghi di Kars, ed era un'introduzione alla scena pubblica armena. Secondo Charents, la sua Terra di Nairi rimane invisibile, "è un miracolo incomprensibile: un terribile segreto, uno stupore che stupisce". Nella seconda parte del romanzo, Kars ed i suoi governanti sono rappresentati durante la Guerra Mondiale, mentre nella terza si narra della caduta della città e della distruzione del sogno.
Nel 1924 e 1925 Charents fece un viaggio di sette mesi all'estero, visitando la Turchia, l'Italia, la Francia e la Germania. Al suo ritorno, fondò un'unione di scrittori, Novembre, e lavorò per la casa editrice dello stato dal 1925 al 1928.
Del 1930 è il libro Alba Epica, comprendente poesie scritte negli anni 1927-1930, dedicato alla prima moglie Arpenik.
La sua ultima raccolta di poesie, il Libro della Via, fu stampato nel 1933, ma la sua distribuzione fu ritardata dal governo sovietico fino all'anno seguente, quando fu ripubblicato con alcune modifiche. In quest'opera Charents fa un panorama della storia armena e la passa in rassegna punto per punto. Lo scrittore armeno-statunitense William Saroyan lo incontrò nel 1934 durante una visita a Mosca, e lo descriverà in seguito come una persona cortese e brillante, ma disperatamente triste.
Charents curò inoltre la traduzione in armeno di diverse opere straniere, tra cui l'Internazionale.

### Gli ultimi anni e la fine

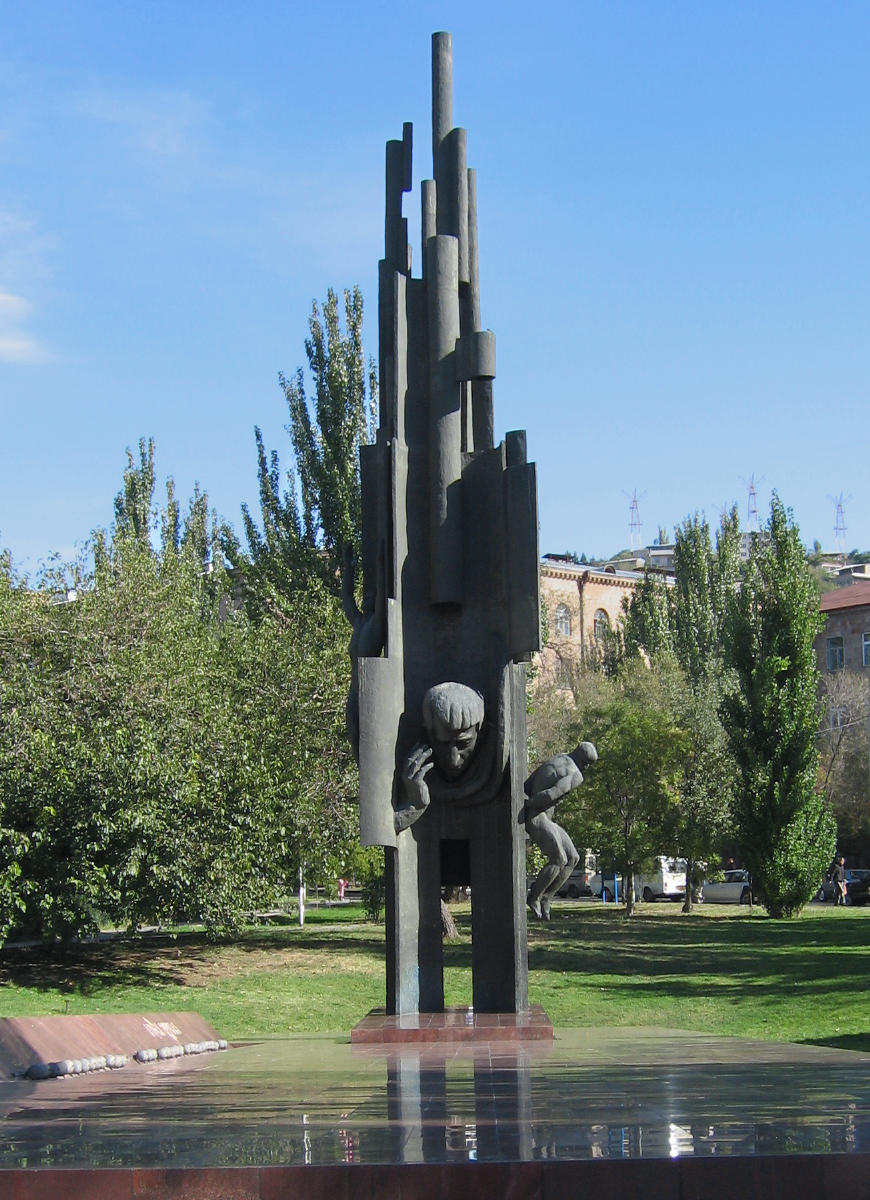
Monumento a Charents, nel Parco Oghakadzev a Erevan

Eccetto pochi articoli di giornale, Charents non pubblicò più nulla a partire dal 1934. Nel luglio 1936, quando fu assassinato il leader sovietico armeno Aghasi Khanjian, Charents scrisse una serie di sette sonetti, drammatici e premonitori. Alla morte del grande musicista armeno Komitas, scrisse una delle sue poesie più importanti, Requiem Aeternam in Memoria di Komitas (1936).
L'attrice Arus Voskanyan riferì della sua ultima visita a Charents: "Sono stata da lui ieri. Sembrava fragile, però pieno di nobiltà. Ha preso un po' di morfina e poi ha letto un po' di Komitas. Quando ho tentato di baciargli la mano si è spaventato." . La sua dipendenza dalla morfina era un effetto della pesante campagna denigratoria nei suoi confronti, e del fatto che soffriva di forti dolori a causa di un calcolo renale. L'ago ipodermico da lui usato è ora esposto nella sua Casa-Museo a Erevan.
Divenuto bersaglio dello stalinismo, venne accusato di "attività controrivoluzionarie e nazionalistiche" ed imprigionato durante le Grandi Purghe del 1937.
(Frammento, 1937 - Trad. A. Pompella)
Morì nell'ospedale del carcere, o forse fu giustiziato in un campo poco fuori città. Tutti i suoi libri furono proibiti. La giovane amica Regina Ghazarian seppellì e in questo modo mise in salvo molti dei manoscritti del Poeta. Dopo la morte di Stalin, Charents venne riabilitato nel 1954.

### Vita privata
La sua prima moglie si chiamava Arpenik Ter-Astvadzatryan, morta nel 1927. Nel 1931 Charents sposò Isabella Kodabashyan, dalla quale ebbe le due figlie Arpenik e Anahit (n. 1935).

## Eredità culturale

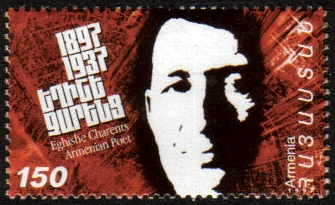
Francobollo della Repubblica di Armenia, emesso nel centenario della nascita (1897-1997).

La sua casa al n. 17 del Viale Mesrop Mashtots a Erevan è stata trasformata in Museo nel 1975. La città armena di Lusavan fu ribattezzata in suo onore Charentsavan nel 1967.
Un francobollo commemorativo da 40 copechi è stato emesso dopo la riabilitazione di Charents dalle poste dell'Unione Sovietica, nel 1958. Un secondo francobollo da 150 dram armeni, come anche una moneta commemorativa da 100 dram sono stati emessi dalla Repubblica di Armenia nel 1997. Una banconota da 1000 Dram in Internet Archive (archiviato il 22 agosto 2016). di corso legale nella Repubblica di Armenia fino a pochi anni fa raffigurava un ritratto del Poeta e la famosa citazione da una sua poesia, "Ես իմ անուշ Հայաստանի արեւահամ բարն եմ սիրում" (Yes im anush Hayastani arevaham barn yem sirum, Amo il sapore d'Armenia, dolce di sole).
Le sue opere furono tradotte in varie lingue, da Valeri Bryusov, Anna Akhmatova, Boris Pasternak, Arseny Tarkovsky, Louis Aragon, Marzbed Margossian, Diana Der Hovanessian, Samvel Mkrtchyan ed altri. In italiano sono stati pubblicati alcuni volumi di traduzioni, compresa quella del poema Leggenda Dantesca, a cura di A. Pompella e A. Torunyan.

## Opere critiche su Y. Charents
La prima monografia su Charents fu pubblicata da Simon Hakobyan (1888-1937) a Vienna nel 1924. Tra gli altri studiosi della poesia di Charents in quegli anni si annoverano Paolo Makintsyan, Harutyun Surkhatyan, Tigran Hakhumyan. In seguito alle purghe staliniane gli studi su Charents furono banditi per 17 anni. Nel 1954 N. Dabaghyan (che precedentemente, negli anni '30, aveva attaccato Charents) pubblicò la monografia critica Yeghishe Charents. Ricerche su Charents sono state inoltre pubblicate da Hakob Salakhyan, Suren Aghababyan, Garnik Ananyan, Almast Zakaryan, Anahit Charents, David Gasparyan ed altri.
L'opera di Krikor Beledian Haykakan futurizm (Futurismo Armeno, 2009) comprende Charents, nel quadro degli studi sullo sviluppo del Futurismo nei tre maggiori centri della cultura armena: Costantinopoli in cui si l'autore si occupa in particolare della figura di Hrand Nazariantz tra il 1910 e il 1914; Tbilisi dal 1914 al 1923; e Erevan dal 1922 al 1924. Un capitolo di Writers of Disaster: Armenian Literature in the Twentieth Century, di Marc Nichanian, tratta del tema del lamento nella poesia di Charents.
È apparsa recentemente una biografia del poeta in italiano, a cura di L. Leonardi (Ed. Le Lettere, 2023).

## Opere di Y. Charents
- "Tre canzoni per la fanciulla pallida e triste...", poesie (1914)
- "Patria Mia dagli Occhi Blu", poema (1915)
- (AM) "Դանթեական Առասպել"(Leggenda Dantesca)", poema (1915–1916).
- "Soma", poema (1918)
- "Charents-Nameh", poema (1922)
- "Zio Lenin", poema (1924)
- "Terra di Nairi" (Yerkir Nairi), poema (1926)
- "Alba Epica", poesie (1930)
- "Libro della Via", poesie (1933–34)

## Approfondimenti
- (EN) Marc Nichanian, Vartan Matiossian e Vardan Matteosean, Yeghishe Charents: Poet of the Revolution, Mazda Publishers, 2003, ISBN 1-56859-112-8.
- Leggenda Dantesca. Poema (1915–1916). Traduz. italiana a cura di A. Pompella e A. Torunyan. Pisa University Press, 2018.
- AA.VV. Io della mia dolce Armenia, Antologia delle opere poetiche (1911-1922). Leonida edizioni, 2022.
- AA.VV. E l'alba si tramutò in tramonto, Antologia delle opere poetiche (1922-1937). Leonida edizioni, 2023.
- L. Leonardi. Yeghishe Charents. Vita inquieta di un poeta. Le Lettere, 2023.